# Gli addestratori
Gli addestratori è un film commedia del 2024, diretto da Andrea Jublin.

## Trama
Dopo che ha perso una scommessa con la sua ex moglie Marta, Pasquale, addestratore di cani, si ritrova a doverle cedere il suo amatissimo cane Cecchino. Il modo per poterlo riprendere è guadagnare soldi. Si ritroverà a gestire un gruppo di bambini.

## Produzione
Nel corso dei primi mesi del 2023 il team di produzione ha lavorato con gli attori e l'associazione Go Dog Agility, affiancati dall'addestratore di cani per l'industria cinematografica Massimo Perla; le riprese si sono tenute tra giugno e luglio 2023 a Roma.

## Distribuzione
Il film è stato distribuito a partire dal 25 aprile 2024 sulla piattaforma Amazon Prime Video.

## Accoglienza
Il film ha ottenuto recensioni generalmente favorevoli dalla critica cinematografica italiana. 
Damiano Panattoni di Movieplayer.it assegna al film un punteggio di 3 su 5 stelle, scrivendo che il film adotti «un umorismo dosato, e mai compiaciuto» impostato su di una storia di formazione, che tuttavia nel finale dà «una risoluzione troppo sbrigativa». Il giornalista apprezza la regia di Jablin, il quale mette al centro «le disavventure di un uomo qualunque» riuscendo nel prodotto finale «trovando la giusta misura anche all'interno di una tenera semplicità».
Claudio Pizzigallo di Today non resta particolarmente colpito dal film, trovandolo «senza lo spirito» e impostato su una trama «scontata e prevedibile», sebbene apprezzi generalmente gli attori.
Claudia Catalli si sofferma sugli attori, affermando che Lillo dimostri «abilità nella commedia fisica, di tipo "slapstick", è ormai nota e continua a conquistare con le sue corde ora buffe, ora profondamente umane», mentre descrive Geppi Cucciari come «una brava attrice» che tuttavia nel film «sconta la monodimensionalità di un ruolo sempre uguale a se stesso». Catalli apprezza inoltre il cast di attori bambini e l'abilità di riprendere i cani interessati dalle riprese.